# Kommunallandtag der Niederlausitz

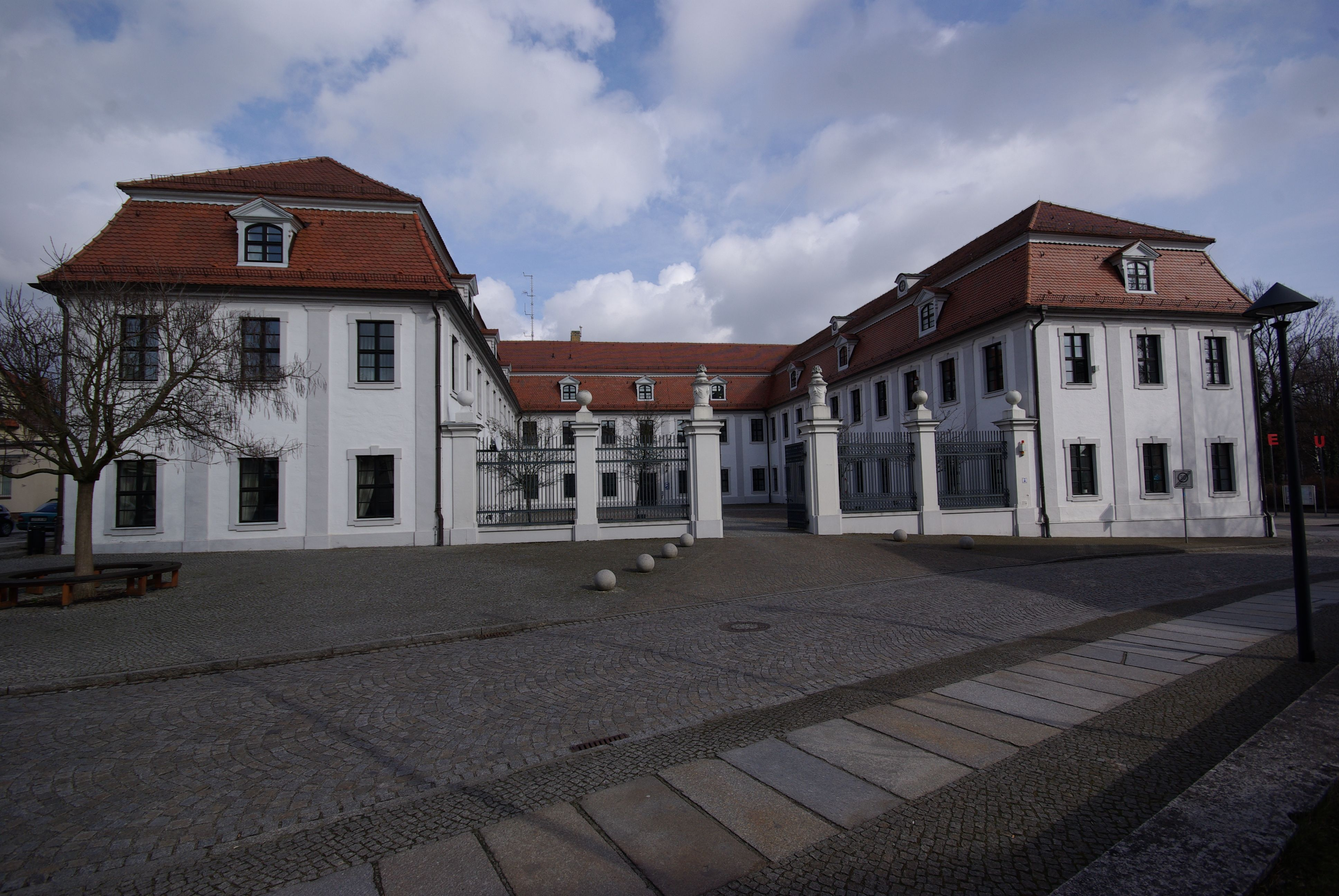
Ständehaus in Lübben, Sitz des Kommunalverbandes

Der Kommunallandtag der Niederlausitz war eine Institution der regionalen Selbstverwaltung für die Niederlausitz. In der Provinz Brandenburg bestanden daneben noch der Kommunallandtag der Kurmark und der Kommunallandtag der Neumark.

## Geschichte

### Vorgeschichte
In der Niederlausitz bestanden seit dem 15. Jahrhundert die niederlausitzischen Stände. Die in vier Kurien gegliederte Ständeversammlung, die im Ständesaal (Huldigungssaal) des Amtssitzes des Landvogts der Niederlausitz, Schloss Lübben, zusammenkam, war neben dem Landesherren eine wichtige politische Kraft im Land. 1411 erfolgt erstmals die urkundliche Erwähnung einer Landschaft der Niederlausitz. Sie bestand aus den Kurien der Prälaten, der Herren, der Ritter und der Städte. Mit der Einführung der Reformation in Sachsen und in Brandenburg 1539/1540 löste sich die Kurie der Prälaten auf. Der Abt des einzig verbliebenen katholischen Klosters, Kloster Neuzelle erhielt seinen Sitz in der Kurie des Herrenstandes. Nach dem Dreißigjährigen Krieg kam die Niederlausitz zu Sachsen. Die Rolle der Stände wurde in der Landtagsordnung von 1672 bestätigt. Danach trat der Landtag jährlich „zu Johannis und Trium Regum“ zusammen. Die Angehörigen des Herrenstandes waren die Besitzer von Neuzelle (Abt), Dobrilugk, Friedland und Schenkendorf, Forst und Pförten, Sorau, Spremberg, Groß Leuthen, Sonnewalde, Drehna, Straupitz, Lieberose und Lübbenau mit Amtitz. Die Kurie des Ritterstandes bestand aus den Besitzern der ca. 340 bis 350 Rittergütern der Niederlausitz. Dies waren im 18. Jahrhundert um die 30 Familien. Die Städte Luckau, Guben, Lübben und Calau bildeten die Kurie der Städte.
Einrichtungen der Stände waren die Niederlausitzer Brandversicherungskammer (gegründet 1730), das Zucht- und Armenhaus Luckau (gegründet 1747) sowie vier Stiftungen, aus denen Stipendien bezahlt wurden. Hinzu kam noch die Hebammenlehranstalt in Lübben, die 1913 aufgegeben wurde. Die Landstände der Niederlausitz beschlossen am 28. Juni 1824 in Lübben die Satzung der Ständischen Sparkasse Niederlausitz. Am Hauptsitz Lübben eröffnete dieses Institut am 1. Oktober die Hauptsparkasse (Hauptstelle im Sprachgebrauch des Instituts) und eine Nebenkasse in Luckau am 9. Oktober des Jahres. Ab Währungsreform 1923 ohne ausreichende kommunalständische Gewährträgerhaftung traten in einem Sanierungsprozess von 1932 bis 1935 andere Gebietskörperschaften als neue Gewährträger in die Pflicht. Im Jahre 1943 ging die Sparkasse Niederlausitz in der Kreissparkasse Luckau auf. Besagte Orte gehören heute zum Geschäftsgebiet der Mittelbrandenburgischen Sparkasse. 

### Geschichte
Als Folge des Wiener Kongresses kam die sächsische Niederlausitz an Preußen. König Friedrich Wilhelm III. sagte dabei zu, die landständischen Rechte zu respektieren. Nach längeren Verfassungsdiskussionen wurde 1823 der Provinziallandtag der Provinz Brandenburg geschaffen. Unterhalb dieses Provinziallandtags wurden drei Kommunallandtage, darunter derjenige des neuen Kommunalständischen Verbands Niederlausitz geschaffen. Dieser war Nachfolger der alten Stände und der Kommunallandtag sein Vertretungs- und Beschlussorgan entstand per Verordnung vom 18. November 1826. Seine Mitglieder waren je zwei Abgeordnete der Vassalengutsbesitzer, der Rittergutsbesitzer, die Abgeordneten der Städte Luckau, Lübben, Guben und Calau, ein Abgeordneter der übrigen Städte und vier Abgeordnete des Bauernstandes. Er trat weiter im Ständesaal des Ständehauses Lübben zusammen.
Aufgaben des Kommunallandtags waren das Landarmen- und Korrigendenwesen, die Versorgung von Geisteskranken, Taubstummen und Blinden, die Feuerversicherung, die Landesmeliorationen, Wohlfahrtsangelegenheiten und die Schuldentilgung. Mit der Provinzialordnung von 1875 entstand der Provinzialverband Brandenburg, auf den die Aufgaben der Kommunalständischen Verbände übergingen, womit die wichtigsten Aufgaben der Kommunallandtage an den Provinziallandtag übertragen wurden. Als Ausgleich für das Eigentum an den Einrichtungen erhielt der Kommunalständische Verband Niederlausitz 752.000 Mark, daneben verblieb die Ständische Sparkasse der Niederlausitz in der Verantwortung des kommunalständischen Verbands. Die Hilfskasse ging 1899 an den Provinzialverband über. Die Deutsche Inflation 1914 bis 1923 vernichtete den größten Teil der Guthaben des Kommunalständischen Verbands Niederlausitz, der damit ohne ausreichendes haftendes Vermögen als Gewährträger ausfiel. Nach dem preußischen Sparkassengesetz von 1932 wurde die Sparkasse unabhängig, die Vermögensauseinandersetzung war 1935 abgeschlossen. Damit hatte der kommunalständische Verband keine operative Aufgabe mehr, der Kommunallandtag trat nicht mehr zusammen. Mit dem Kriegsende 1945 endete die Geschichte des Kommunallandtags endgültig.